# Кристиан Волф
Кристиан Волф (на немски: Christian Wolff) е германски философ, един от най-видните представители на германското Просвещение.
Роден е на 24 януари 1679 година в Бреслау в скромно семейство. Учи в Йенския университет и се дипломира през 1703 година в Лайпцигския университет, където преподава за кратко, а от 1706 година е в Университета на Хале. Последовател на Готфрид Лайбниц, той се утвърждава като един от водещите философи на рационализма, а уволнението му от Университета на Хале (през 1723 – 1740 година преподава в Марбургския университет) се превръща в скандал с широк обществен отзвук, завършил с триумфалното му завръщане.
Кристиан Волф умира на 9 април 1754 година в Хале.